# Arkadiusz Klimek (Fußballspieler)
Arkadiusz Klimek (* 25. März 1975 in Iława) ist ein polnischer Fußballspieler.

## Karriere
Klimeks Fußballspielerkarriere begann im Jahr 1993 in Susz beim Fußballverein Unia Susz. 1994 wechselte er nach Iława zum Jeziorak Iława, danach spielte er von 1995 bis 1998 beim OKS Stomil Olsztyn. In den Jahren 1998 bis 2003 trat er in Lubin beim Fußballklub Zagłębie Lubin als Stürmer auf.
Im Jahr 2003 zog er ins Ausland und spielte bis 2004 in beim griechischen Fußballklub Panionios Athen in Nea Smyrni. Nach der Rückkehr nach Polen spielte er eine Saison in Płock bei Wisła Płock und wechselte 2005 nach Litauen zum FBK Kaunas. Von Kaunas aus erfolgte im Jahr 2006 die Ausleihe an den schottischen Fußballklub Heart of Midlothian in Edinburgh, wo er erstmals am 12. Februar 2007 gegen Inverness Caledonian Thistle spielte.
Nach mehreren Kontusionen kehrte er nach Litauen zurück und wechselte Anfang Januar 2008 nach Lettland zum FK Liepājas Metalurgs in Liepāja. Wegen der nicht verheilten Knieverletzung ist der Vertrag mit ŁKS Łódź im Juli 2008 nicht abgeschossen worden. Am 16. September 2008 schloss er einen Vertrag in der Geburtsstadt Iława mit dem Fußballverein Jeziorak Iława ab.
Von Sommer 2013 bis 2015 spielte Arkadiusz Klimek beim Verein GKS Wikielec.